# Chantry Island, Ontario
Chantry Island är en ö i Kanada.   Den ligger i provinsen Ontario, i den sydöstra delen av landet, 500 km väster om huvudstaden Ottawa.
Omgivningarna runt Chantry Island är en mosaik av jordbruksmark och naturlig växtlighet. Runt Chantry Island är det ganska tätbefolkat, med 52 invånare per kvadratkilometer.